# Card check recognition
Le Card check recognition est une procédure plus rapide et simple de contrôle du fait qu'un syndicat représente bien la majorité des salariés nécessaire à sa création. Les syndicats essaient de généraliser ce biais plus simple que la procédure électorale supervisée par le National Labor Relations Board, selon les termes de la Loi Taft-Hartley.